# Albaret-le-Comtal
Albaret-le-Comtal (okzitanisch: Aubaret lo Comtal) ist ein Ort und eine südfranzösische Gemeinde mit 139 Einwohnern (Stand 1. Januar 2022) im Département Lozère in der Region Okzitanien.

## Lage
Der Ort Albaret-le-Comtal liegt im Nordosten des zum Zentralmassiv gehörenden Hochplateaus des Aubrac in einer Höhe von ca. 1000 m ü. d. M.; nächstgelegene Stadt ist das circa 60 Kilometer südöstlich gelegene Mende. Das Gemeindegebiet liegt im Regionalen Naturpark Aubrac.

## Wirtschaft
Jahrhundertelang lebten die Bewohner von Albaret-le-Comtal weitgehend als Selbstversorger von den Erträgen ihrer Felder und Gärten sowie von ein wenig Viehzucht. Auch heute noch spielt die Landwirtschaft direkt oder indirekt die zentrale Rolle im Wirtschaftsleben, doch ist seit der Mitte des 20. Jahrhunderts der Tourismus in Form der Vermietung von Ferienwohnungen (gîtes) als Erwerbszweig hinzugekommen.

## Bevölkerungsentwicklung
| Jahr      | 1800 | 1851 | 1901 | 1954 | 1999 | 2013 |
| --------- | ---- | ---- | ---- | ---- | ---- | ---- |
| Einwohner | 560  | 792  | 585  | 351  | 198  | 184  |

Der Bevölkerungsrückgang im 20. Jahrhundert ist im Wesentlichen auf den Verlust an Arbeitsplätzen infolge der Mechanisierung der Landwirtschaft zurückzuführen.

## Geschichte
Die Existenz einer romanischen Dorfkirche lässt auf eine mittelalterliche Besiedlung des Ortes schließen.

## Sehenswürdigkeiten

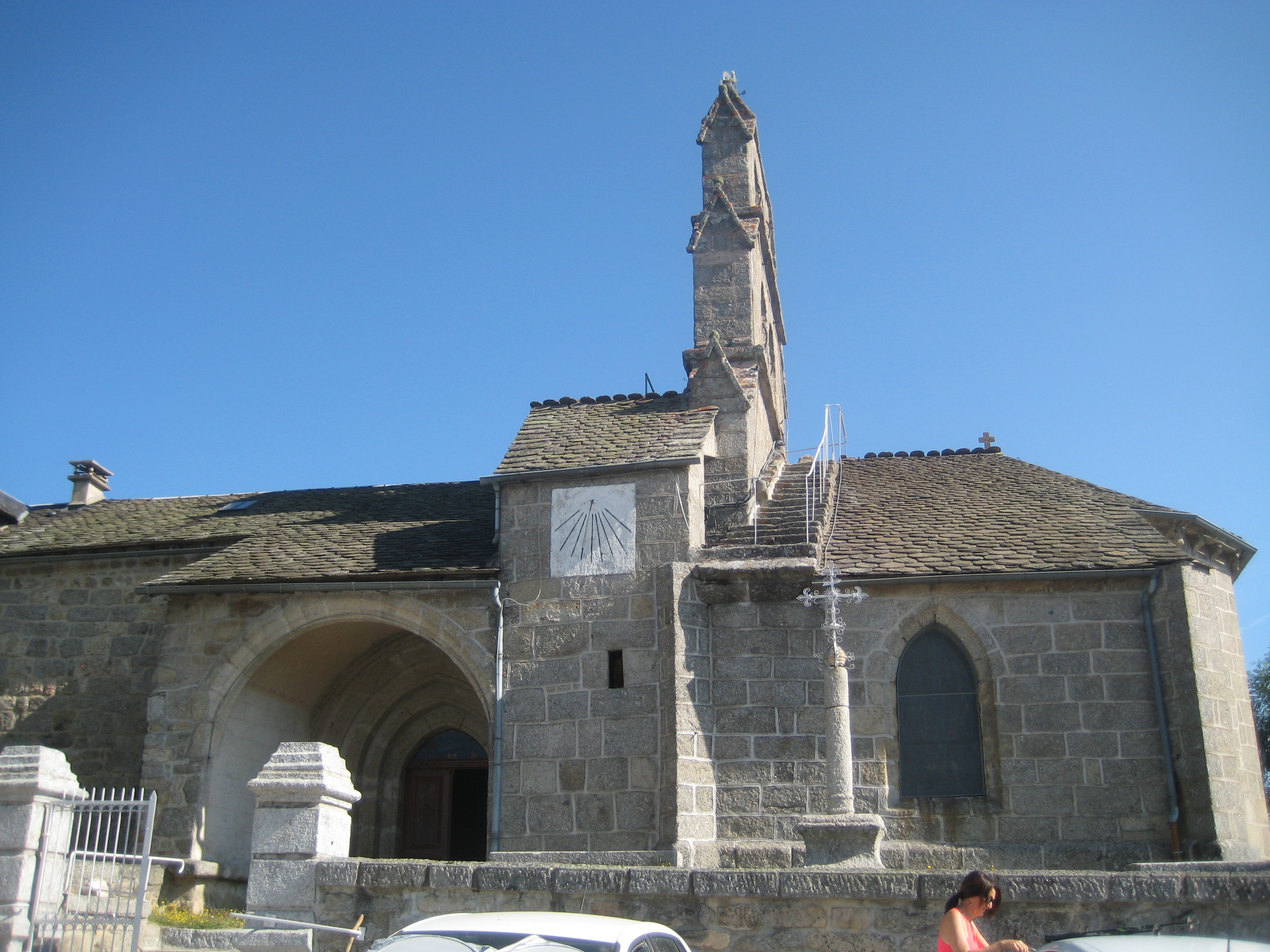
Kirche Saint-Barthélémy

- Die kleine Pfarrkirche Saint-Barthélémy stammt ursprünglich aus dem 12. Jahrhundert; im 15. oder 16. Jahrhundert erhielt sie jedoch eine neue Chorpartie aus exakt behauenen Steinen. Die Grenze zwischen Chor und Kirchenschiff ist im Äußern markiert durch einen imposanten Glockengiebel (clocher mur); am angrenzenden Treppenaufgang ist eine Sonnenuhr angebracht. Das überraschend aufwendig gestaltete Südportal führt ins einschiffige Innere der Kirche.
- Auf einem Sockel im angrenzenden ehemaligen Friedhof steht eine steinerne Säule mit einem schmiedeeisernen Kreuz.